# Nu är livet gömt hos Gud
Nu är livet gömt hos Gud är en psalm, skriven 1977 av Svein Ellingsen och översatt till svenska 1978 av Britt G. Hallqvist. Musiken är skriven 1980 av Roland Forsberg.

## Publicerad i
- 1986 års psalmbok som nr 627 under rubriken "Livets gåva och gräns".
- Psalmer och Sånger 1987 som nr 728 under rubriken "Framtiden och hoppet - Livets gåva och gräns".[1]